# Slag om Forten Jackson en St. Philip
De Slag om forten Jackson en St. Philip vond plaats tussen 16 april en 28 april 1862 tijdens de Amerikaanse Burgeroorlog. Een Noordelijke vloot onder leiding van David G. Farragut zeilde de Mississippi op om New Orleans, Louisiana te veroveren. Om deze opdracht te doen slagen moest de vloot langs de forten Jackson en St. Philip passeren.

## Achtergrond
Winfield Scott probeerde met zijn Anacondaplan de Zuidelijke staten te splitsen door controle te krijgen over de Mississippi. Een eerste stap in dit plan was de inname van New Orleans zodat de Mississippi kon geblokkeerd worden voor Zuidelijke schepen. In januari 1862 kreeg David G. Farragut de opdracht om de stad te veroveren. De twee bakstenen forten Jackson en St. Philip en vier kleinere forten bij Head of Passes moesten wel eerst uitgeschakeld worden.

## De strijdende partijen

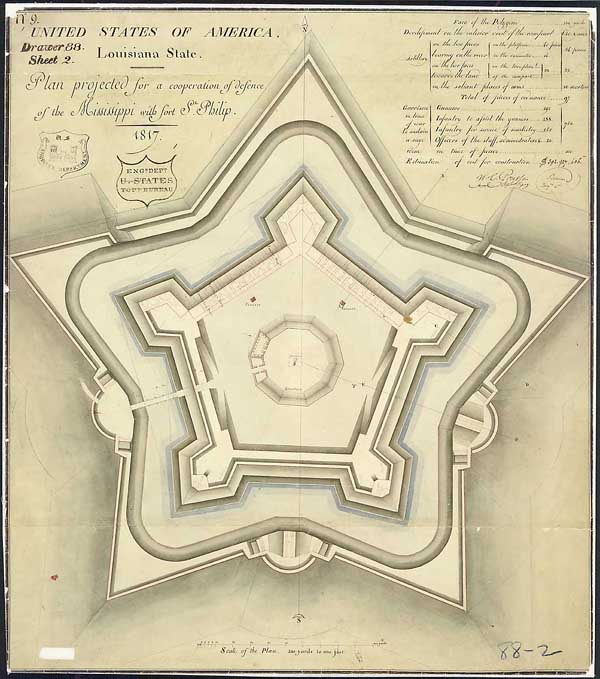
1817-plan van Fort St Philip

Fort Jackson was op de westoever van de Mississippi gebouwd. Het telde 79 kanonnen, 22 houwitsers en 15 mortieren. Fort St. Philip, op de oostoever, was ongeveer 800 meter noordelijker gelegen. Het telde 60 kanonnen, 17 houwitsers en 10 mortieren. De 4 kleinere forten, Fort Monroe, Louis, Duncan en Lovell, hadden elk 500 soldaten, 12 kanonnen, 3 houwitsers en 1 mortier. De verschillende forten hadden een gezamenlijk garnizoen van 6.000 soldaten onder leiding van brigadegeneraal Johnson K. Duncan. Generaal-majoor Mansfield Lovell, militair bevelhebber van New Orleans, had ook het bevel gegeven om hindernissen in de rivier aan te brengen. Hij stuurde ook nog vijf gepantserde rivierboten om de verdediging te versterken.
De hindernis in de rivier was een ketting van aan elkaar vast gemaakte rivierbootjes ten oosten van Fort Jackson en St. Philip. In februari 1862 was deze obstructie beschadigd door stijgend water. Nog net op tijd kon de ketting hersteld worden, maar het was minder sterk dan eerst gepland.
Lovell beschikte over de volgende marine-eenheden:
- De River Defense Fleet, onder bevel van kapitein John A. Stevenson. Deze bestond uit zeven ramschepen, en twee raderboten. Deze schepen werden gepantserd door katoenbalen. Er waren ook drie fregatten beschikbaar.
- De Geconfedereerde marine, onder bevel van John K. Mitchell, bestond uit vijftien schepen waaronder de gepantserde ramschepen CSS Manassas, CSS Louisiana, CSS Mississippi, CSS Donelson, CSS Shenandoah, en CSS Davis.

De Noordelijke vloot van Farragut bestond uit 24 schepen waaronder het vlaggenschip USS Hartford. Daarnaast waren er 25 schoeners met mortieren onder leiding van David Dixon Porter. Zijn vlaggenschip was de USS Harriet Lane. Het expeditieleger bestond uit 53.000 soldaten van de Army of the Gulf onder leiding van generaal Benjamin Butler. 15.000 soldaten zouden ook effectief ingezet worden.

## De slag

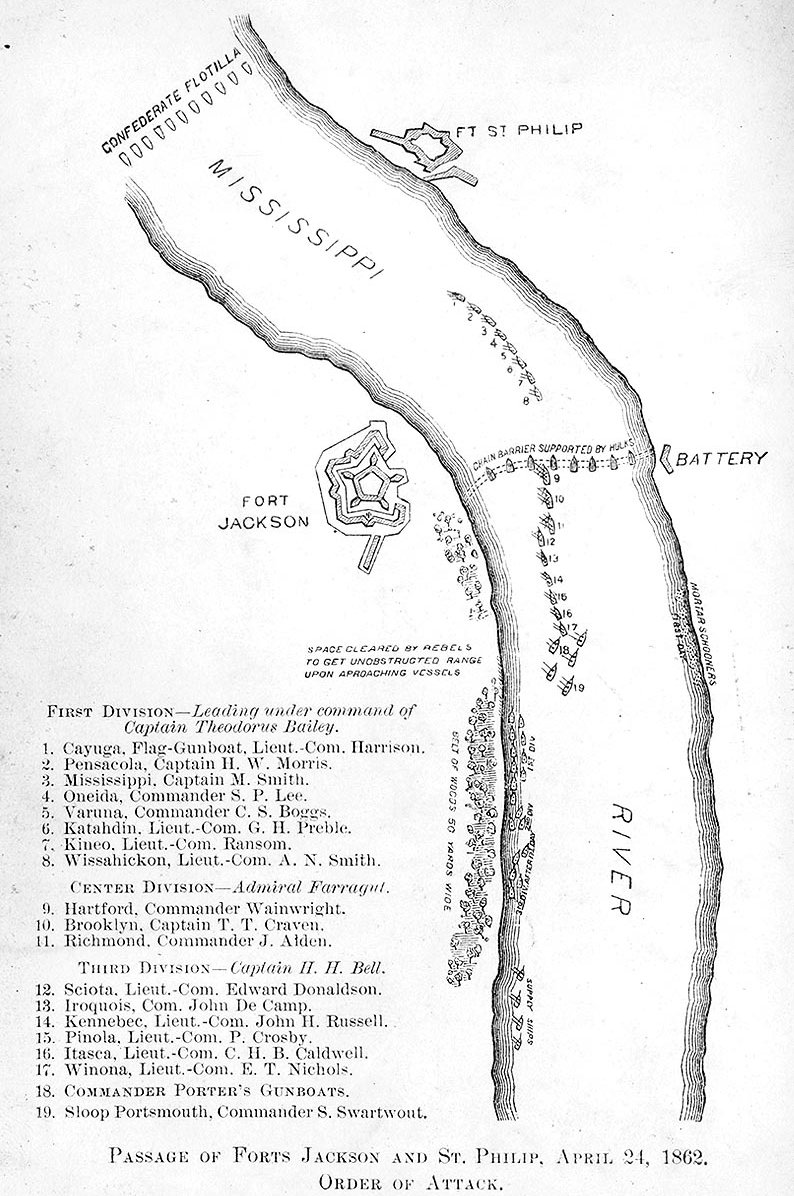
kaarten van Forts Jackson & St. Philip met de ligging van de schepen

Op 8 april 1862 verzamelde Farragut zijn vloot bij de Head of Passes. Op 18 april 1862 om 09:00 uur in de morgen startte het bombardement van de vier kleine forten door de schoeners met mortieren. Per 24 uur werden er ongeveer 1.000 granaten afgevuurd en dit gedurende zeven dagen. Farragut hoopte dat het bombardement genoeg vijandelijke kanonnen zou uitschakelen zodat zijn vloot zou kunnen passeren. Hoewel het een spektakel was, sorteerde het weinig resultaat. Fort Louis werd uitgeschakeld, maar dit kostte Farragut zeven schoeners.
Op 20 april vielen matrozen van de kanonneerboten USS Itasca en de USS Pinola de ketting van bootjes aan. Ze slaagden erin van een kleine opening te forceren. Op 23 april besefte Farragut dat het bombardement niet zou slagen, zelfs niet met de steun van een amfibische landing door troepen van Butler. Farragut besliste om ’s nachts de forten voorbij te varen. 24 april, 03.00u, de eerste divisie van drie schepen, onder leiding van kapitein Theodorus Bailey, passeerden zonder problemen. Tegen 03:40 openden de forten het vuur geholpen door het maanlicht. De tweede divisie van drie schepen, onder bevel van Farragut zelf, en de derde divisie van zes schepen onder leiding van vlootkapitein Henry H. Bell kwamen onder zwaar vijandelijk vuur te liggen. Veel schepen incasseerden voltreffers. De Varuna werd geramd door de Stonewall Jackson. De Itasca werd uitgeschakeld door een votreffer. De Kennebec en de Winona werden tot zinken gebracht door de kanonnen op de forten en de Mississippi, de Louisiana, de Davis en de Brooklyn werden geramd door de Manassas. De Oregon werd eveneens verschillende keren getroffen. De Butler werd tot zinken gebracht. De Wyvern zonk na geraakt te zijn door kanonneerboten. De Boston, de Wisconsin, en de Iroquois liepen vast en werden veroverd. Er gingen nog negen transportschepen verloren door vijandelijk vuur of ongelukken. Twee werden veroverd.
Hoewel veel Noordelijke schepen verloren waren gegaan, was de vloot nog altijd een bedreiging voor New Orleans. Stroomopwaarts vonden er nog verschillende schermutselingen plaats. De Manassas ramde de Winfield, de Fremont en drie transportschepen.

## Gevolgen
De Noordelijken telden 37 gesneuvelden en 149 gewonden. Ondanks de zware beschietingen waren de Zuidelijke verliezen betrekkelijk licht. Toch waren er dertien.
Farragut zette zijn opmars naar het noorden verder richting New Orleans. De val van de stad na de Slag om New Orleans was onvermijdbaar. De garnizoenen van de fort Jackson en fort St. Philip gaven zich over op 28 april.